# ホスフォード＝アバネシー (ポートランド)
ホスフォード＝アバネシー（Hosford-Abernethy）は、アメリカ合衆国オレゴン州ポートランド市の南西部区域にある地区の一つ。北部でバックマン地区とサニーサイド地区に隣接し、東部でリッチモンド地区、南部でブルックリン地区とクレストン＝ケニルワース地区、西部で（ウィラメット川を挟んで）ダウンタウン・ポートランドとサウス・ポートランド地区に接する。
ホスフォード＝アバネシー地区は、同地区内に存在するホスフォード中学校とアバネシー小学校の名にちなんで1970年代に命名された。前者はポートランドの居住者でメソジスト派の牧師のチョーンシー・O・ホスフォード、後者はメソジスト派の牧師でオレゴン準州暫定知事のジョージ・アバネシーの名にちなんでいる。
地区北部にある特徴的なX字型の街路周辺の地域は、ラッズ・アディションと呼ばれている。
オレゴン科学産業博物館（OMSI）が、同地区の河岸地域でベラ・カッツ・イーストバンク・エスプラナードと呼ばれる散歩道の南端に建っている。